# Hogsmill River
La Hogsmill River (Français: La rivière Hogsmill) qui fut d'abord nommé 'Lurtebourne', est un affluent du Chalk stream (en) de la Tamise dans le Grand Londres au sein du Surrey en Angleterre. Il prend sa source à Ewell et se jette dans la Tamise à Kingston upon Thames sur le tronçon le plus bas sans marée, ce dernier se trouvant au-dessus de l'écluse de Teddington. La rivière mesure 10 km de long et a un bassin versant d'environ 73 km2 (28 sq mi). Les terres voisines étaient autrefois des prairies inondables; après des améliorations, il s'agit maintenant principalement de terrains de sport, d'une usine de traitement des eaux usées et d'espaces verts, à l'exception des centres-villes de Kingston et d'Epsom. C'est un habitat pour de nombreux animaux, poissons et insectes. Le Clattern Bridge (en) datant du XIIe siècle, l'un des plus anciens ponts routiers d'Angleterre, traverse la rivière au sud-ouest du centre-ville de Kingston. La pierre du couronnement, maintenant située près de la rivière à Kingston, aurait été utilisée pour le couronnement des rois saxons au Xe siècle. La rivière a cinq affluents: le ruisseau Green Lanes, le ruisseau Ewell Court, le ruisseau Horton, le Bonesgate Stream (en) et le ruisseau Tolworth.